# Walther von Brauchitsch
Heinrich Alfred Hermann Walther von Brauchitsch (Berlín, 4 de octubre de 1881-Hamburgo, 18 de octubre de 1948) fue Mariscal de campo y comandante en jefe del OKH (Alto Mando del Ejército Alemán) en los primeros años de la Segunda Guerra Mundial.

## Biografía
Walther von Brauchitsch nació en Berlín, hijo del general Bernhard von Brauchitsch y de Charlotte von Gordon. En 1900, tras entrenarse en la escuela de cadetes, von Brauchitsch sirvió en la Guardia Prusiana; en 1910 contrajo matrimonio con Elizabeth von Karstedt, una rica heredera; posteriormente, durante la Primera Guerra Mundial fue oficial del Estado Mayor.

## Trayectoria

### Llegada del nazismo
Cuando Adolf Hitler llegó al poder y comenzó a expandir el ejército, von Brauchitsch fue nombrado jefe del distrito militar de Prusia Oriental, en sustitución de Werner von Blomberg. En 1937, se convirtió en comandante del IV Ejército. Pese a estar personalmente neutral al Nazismo de muchas maneras, acabó convirtiéndose en una persona de gran confianza para Hitler, y se vio forzado a aceptar 80.000 marcos alemanes del Führer para poder divorciarse y casarse con Charlotte Rüffer. Sustituyó al frente del OKH al general Werner von Fritsch como comandante en jefe del ejército de tierra Heer tras la destitución de este, acusado de homosexualidad en 1938.
Von Brauchitsch se resintió del creciente poder de las Schutzstaffel (SS), creyendo que estaban intentando sustituir a la Wehrmacht como fuerza armada oficial de Alemania. Tuvo desacuerdos con el Gauleiter de Prusia Oriental, Erich Koch, y Hitler tuvo que interceder en la disputa entre ambos.

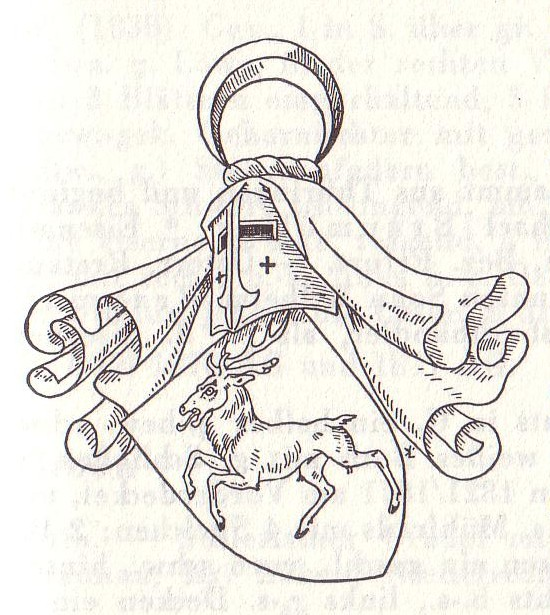
Escudo de los von Brauchitsch.

### Conspiraciones contra Hitler
Igual que el general Ludwig Beck, se opuso a la invasión de Austria y Checoslovaquia, aunque no pudo impedir los planes de guerra de Hitler y no hizo nada cuando Beck le pidió que persuadiera a todo el Estado Mayor para que dimitiera si Hitler procedía a invadir Checoslovaquia.
En septiembre de 1938, un grupo de oficiales empezó a conspirar contra Hitler y repetidamente intentaron convencer a von Brauchitsch, como comandante en jefe del Ejército, para que liderara el esperado golpe de Estado, pero su única promesa fue su famosa respuesta: “Yo no haré nada, pero no impediré que otros actúen, son asuntos políticos no militares.” Tras el colapso del intento de golpe de Estado de 1938, von Brauchitsch ignoró cualquier otra petición de Beck y los otros conspiradores de usar el ejército para derrocar a Hitler antes de que Alemania se sumiera en una guerra mundial.
En noviembre de 1939, instado por Franz Halder y los conspiradores, von Brauchitsch solicitó audiencia con Hitler para persuadirle de que Alemania nunca podría ganar una larga guerra general en Europa y convencerle para que abandonara sus planes de conquista de los pueblos eslavos, cosa que no tuvo resultados.

### Campañas militares
Von Brauchitsch fue nombrado mariscal de campo durante la Ceremonia del mariscal de campo de 1940, fue una pieza clave en la guerra de blitzkrieg contra el oeste, dirigiendo las campañas de Polonia y de los Balcanes y modificando el plan original para tomar Francia alcanzando la cima de su carrera.
No tuvo éxito, sin embargo, en la misión de conquistar Moscú, en la primera parte de la Operación Barbarroja de la guerra contra la URSS, que él y muchos generales alemanes pensaban que iba a ser una guerra rápida.
Cuando el general soviético Gueorgui Zhúkov inició la contraofensiva de la Batalla de Moscú, von Brauchitsch fue duramente interpelado por Hitler por no poder conquistar la capital soviética causándole una crisis nerviosa.
Días después, sufrió un ataque cardiaco que le incapacitó al frente de su comandancia. Presentó su renuncia al Führer, quien le culpaba del retraso en la toma de Moscú. Hitler le relevó del mando el 19 de diciembre de 1941, situación que aprovechó para convertirse él mismo en comandante en jefe del OKH.

## Tras la guerra
Tras la guerra, fue apresado por los aliados para ser juzgado en el  Proceso de Núremberg por crímenes de guerra, tras lo cual fue deportado a un campo para prisioneros de guerra en Gales del Sur. En 1948 fue llamado de nuevo a Alemania para ser juzgado ante un tribunal británico, pero murió el 18 de octubre de ese mismo año en el Hospital de Hamburgo, antes de que pudiera ser condenado.

## Vida personal
Walther contrajo matrimonio con Elizabeth von Karstedt y fueron padres de Bernd von Brauchitsch, quien fue miembro de la Luftwaffe. Posteriormente se casó con Charlotte Rüffer. Era tío del piloto de automovilismo Manfred von Brauchitsch y de Hans Bernd von Haeften y Werner von Haeften, miembros de la resistencia contra Hitler.